# Rajz Ferenc
Rajz Ferenc, Reisz (Nagykároly, 1894. január 16. – Budapest, 1972. szeptember 25.) középtávfutó, színész.

## Életútja
Szülei Rajz Ödön és Vámossy Gizella; testvérei, Rajz Irén és Rajz János szintén színészek voltak. A Magyar Testgyakorlók Köre versenyzőjeként 1913. július 6-án Budapesten világcsúcsot állított fel 500 méteres síkfutásban 1 perc 7,6 másodperces idővel. Ugyanebben az évben megnyerte a 880 yardos országos síkfutó bajnokságot is. Ezt követően visszavonult a sporttól. 1918. március 18-án Budapesten feleségül vette Gregus Jolánt, 1920-ban elváltak. 1920. február 29-én Budapesten, a Józsefvárosban házasságot kötött Somogyi Margit Annával, akitől 1931-ben vált el. 1920 júliusában kezdte színészi pályafutását, vidéken szerepelt, az ország több nagyvárosában megfordult. Az 1970-es évek elején az Ódry Árpád Művészotthonban lakott. 1972. október 2-án helyezték örök nyugalomra a Rákoskeresztúri temetőben.